# Mendizábal (Uruguay)
Mendizábal, también conocida como El Oro es una localidad uruguaya del departamento de Treinta y Tres.

## Ubicación
La localidad se encuentra situada en la zona central del departamento de Treinta y Tres, sobre las costas del arroyo del Oro, junto y al oeste de la ruta 18, a la altura de su km 319. Dista 30 km de la capital departamental Treinta y Tres.

## Hechos históricos
En Mendizábal fue que ocurrieron los hechos que dieron lugar a la conocida historia de  Dionisio Díaz, el héroe de Arroyo de Oro.

## Población
De acuerdo al censo de 2011 la localidad contaba con una población de 82 habitantes.
| 144           | 121 | 94 | 77 | 84 | 82 |
| (Fuente: INE) |     |    |    |    |    |